# 小田原エンジニアリング
株式会社⼩⽥原エンジニアリング（おだわらエンジニアリング）は、神奈川県松田町に本社を置き、モーター用巻線設備の開発、設計・製造などを手掛けている企業。

## 概要
1950年に富士フイルムの協力企業として発足した小田原鉄工所が前身。1979年に実施された小田原鉄工所の組織変更に伴い、自動捲線機部門を分社化する形で設立された。なお、小田原鉄工所が手掛けていたバス機器部門は小田原機器が継承している。
各種製品のモーター製造に用いられるモーター用巻線設備では、国内トップシェアを誇り、2017年12月期と2018年12月期の売上の10%をテスラ向けが占めたという。
2016年6月にはローヤル電機を株式交換により完全子会社化した。

## 沿革
- 1979年10月15日 - 小田原鉄工所が手掛けていた自動捲線機部門を分社化する形で設立。本社を神奈川県足柄上郡開成町に置く。
- 1989年4月 - 本社・工場の敷地を小田原鉄工所から購入。
- 1991年
  - 1月1日 - 株式の額面金額変更のため、株式会社⼩⽥原エンジニアリング(旧：寿自動車工業)が株式会社⼩⽥原エンジニアリング（神奈川県開成町）を吸収合併（実質的な存続会社は⼩⽥原エンジニアリング（神奈川県開成町））。
  - 3月 - 本店所在地を神奈川県小田原市から神奈川県開成町に移転。
  - 7月 - 株式を店頭公開。
- 2004年12月13日 - JASDAQ上場。
- 2013年
  - 9月 - ローヤル電機を株式公開買付けにより連結子会社化。
  - 10月 - 本社を神奈川県足柄上郡松田町に移転。
- 2016年6月1日 - ローヤル電機を株式交換により完全子会社化。

## 子会社
- 株式会社小田原オートメーション長岡
- ローヤル電機株式会社
- 株式会社多賀製作所
- Odawara Automation Inc.
- Odawara Automation Deutschland GmbH
- 小田原機械工程(広州)有限公司